# 高城 (松島町)
高城（たかぎ、英語: Takagi）は、宮城県宮城郡松島町の大字であり、旧宮城郡高城村、旧宮城郡松島村高城に相当する。郵便番号は981-0215。松島町ホームページによると、2022年3月1日時点での人口は4,918人、世帯数は2,097世帯である。

## 地理
町の中央部に位置し、東は磯崎と、西は初原と、南は松島と、北は根廻と接する。

### 海洋・河川
- 松島湾
- 高城川：市街地西部を流れる。

### 山
- 愛宕山

### 小字
域内の小字は以下の通りである。
- 愛宕一
- 愛宕二
- 愛宕三
- 居網一
- 居網二
- 石田沢一
- 石田沢二
- 井戸江一
- 井戸下
- 柿ノ木
- 帰命院下一
- 小森一
- 小森二
- 三居山一
- 三居山二
- 白坂
- 城内山
- 反町一
- 反町二
- 反町三
- 反町四
- 反町五
- 城内一
- 城内二
- 高山下
- 田中一
- 田中二
- 田中裏
- 動伝一
- 動伝二
- 動伝三
- 夏井
- 西柳
- 根崎
- 浜
- 馬場一
- 馬場二
- 前田沢
- 町
- 町東一
- 町東二
- 水溜上
- 水溜下
- 明神一
- 明神二
- 明神三
- 明神四
- 迎山一
- 迎山二
- 迎山三
- 元釜家
- 松の杜

## 歴史
江戸時代、仙台藩政期から浜街道屈指の宿場町として栄えていた。
1889年（明治22年）4月1日、高城村が松島村を中心とした周辺村々と合併し、町村制施行。高城村は松島村高城となった。
1928年（昭和3年）1月1日に松島村が町制を施行し、松島村高城は松島町高城となった。

## 交通

### 鉄道
- 愛宕駅（JR東北本線）
- 高城町駅（JR仙石線・仙石東北ライン）

### 道路
- 国道45号
- 宮城県道8号仙台松島線
- 宮城県道27号奥松島松島公園線
- 宮城県道145号高城停車場線
- 宮城県道146号小牛田松島線
- 金華山道
- 三陸自動車道

### バス
- 松島町営バス[5]

## 学区
松島町立松島第二小学校・松島町立松島中学校へ進学する。

## 施設
- 宮城県松島高等学校
- 松島町立松島中学校
- 松島町立松島第二小学校
- 松島郵便局
- 初原郵便局
- 愛宕簡易郵便局
- 松島運動公園
- 愛宕神社
- 仁神山長慶寺
- 松林山竜沢寺
- 弘法山帰命院
- 城内山古城跡（町指定史跡）
- 館山古城跡（町指定史跡）

## 人口
2022年（令和4年）3月1日時点での人口は以下の通りである。
| エリア | 世帯数    | 男      | 女      | 計      |
| ------ | --------- | ------- | ------- | ------- |
| 高城   | 1,285世帯 | 1,375人 | 1,540人 | 2,915人 |
| 本郷   | 812世帯   | 1,012人 | 991人   | 2,003人 |

## 東日本大震災
高城では犠牲者は2名で建物の被害も少なくなく、携帯電話が繋がらない、避難所がパニックになったといったこともあったとされる。

### 被害統計
以下は犠牲者の統計である。
| 世代と性別 | 犠牲者 | 死亡率 | 当時の人口 |
| ---------- | ------ | ------ | ---------- |
| 男性       | 0人    | 0%     | 2,109人    |
| 女性       | 2人    | 0.08%  | 2,387人    |
| 15歳未満   | 0人    | 0%     | 459人      |
| 15〜64歳   | 0人    | 0%     | 2,599人    |
| 65歳以上   | 2人    | 0.29%  | 1,437人    |
| 合計       | 2人    | 0.04%  | 4,496人    |

以下は建物の被害の統計である。
| エリア | 全壊 | 大規模半壊 | 半壊  | 一部損壊 | 被害割合 |
| ------ | ---- | ---------- | ----- | -------- | -------- |
| 高城   | 35件 | 39件       | 190件 | 354件    | 46.1%    |
| 本郷   | 9件  | 17件       | 82件  | 282件    | 53.7%    |